# النخش (شبام)
'

تعديل مصدري - تعديل

النخش هي إحدى قرى عزلة شبام بمديرية شبام التابعة لمحافظة حضرموت، بلغ تعداد سكانها 85 نسمة حسب تعداد اليمن لعام 2004.